# Calycorectes mexicanus
Calycorectes mexicanus är en myrtenväxtart som beskrevs av Otto Karl Berg. Calycorectes mexicanus ingår i släktet Calycorectes och familjen myrtenväxter. Inga underarter finns listade i Catalogue of Life.